# Xenopsylla taractes
Xenopsylla taractes är en loppart som beskrevs av Jordan et Rothschild 1913. Xenopsylla taractes ingår i släktet Xenopsylla och familjen husloppor. Inga underarter finns listade i Catalogue of Life.